# Jübergturm
Der Jübergturm ist ein 23,5 m hoher Aussichtsturm im Gebiet der nordrhein-westfälischen Stadt Hemer, der für die Landesgartenschau Hemer 2010 erbaut wurde. Das heute zum Sauerlandpark Hemer zählende Bauwerk gilt als neues Wahrzeichen der Stadt.

## Geographische Lage
Der Jübergturm steht etwa 565 m südsüdwestlich vom Gipfel des Jübergs (305,2 m ü. NHN). Er befindet sich im aus dem Gelände der Landesgartenschau Hemer 2010 hervorgegangenen Sauerlandpark Hemer auf 293,7 m Höhe. Erschlossen ist er seit 2010 durch eine Himmelsleiter genannte Treppe und den barrierefreien Zick-Zack-Weg, die beide aus Richtung der Kernstadt kommen und im einstigen Gelände der Blücher-Kaserne beginnen.

## Geschichte
Ursprünglich sollte eine hauptsächlich aus Stahlbeton bestehende Konstruktion mit breiten Treppen nach einem Entwurf der Schweizer Architekten Beat Müller und Katharina Schewe erbaut werden. Aus Naturschutzgründen wurde dieser Entwurf abgelehnt, so dass neue Entwürfe vorbereitet wurden. Hauptmaterial sollte fortan Holz sein. Nach Protesten aus der Bevölkerung wurden interessierte Bürger zu einer Abstimmung gebeten. Mit knapper Mehrheit wählten sie den nun etwas kleineren Entwurf der Schweizer Architekten, jedoch abgewandelt als treppenartige Holzkonstruktion.
Aus finanziellen Gründen wurde ab Januar 2010 aber nur der zweitplatzierte Entwurf realisiert, den eine Arbeitsgemeinschaft aus den Stuttgarter Architekten Birk und Heilmeyer und dem Ingenieurbüro Knippers Helbig plante. Dieser ist an die Arbeiten des russischen Ingenieurs Wladimir Grigorjewitsch Schuchow angelehnt und ähnelt dem Lörmecke-Turm in Warstein, weshalb sich der Warsteiner Bürgermeister Manfred Gödde gegen die Hemeraner Entscheidung beschwerte: Der Turm wurde als frei bewitterte Holzkonstruktion aus Sibirischer Lärche errichtet.

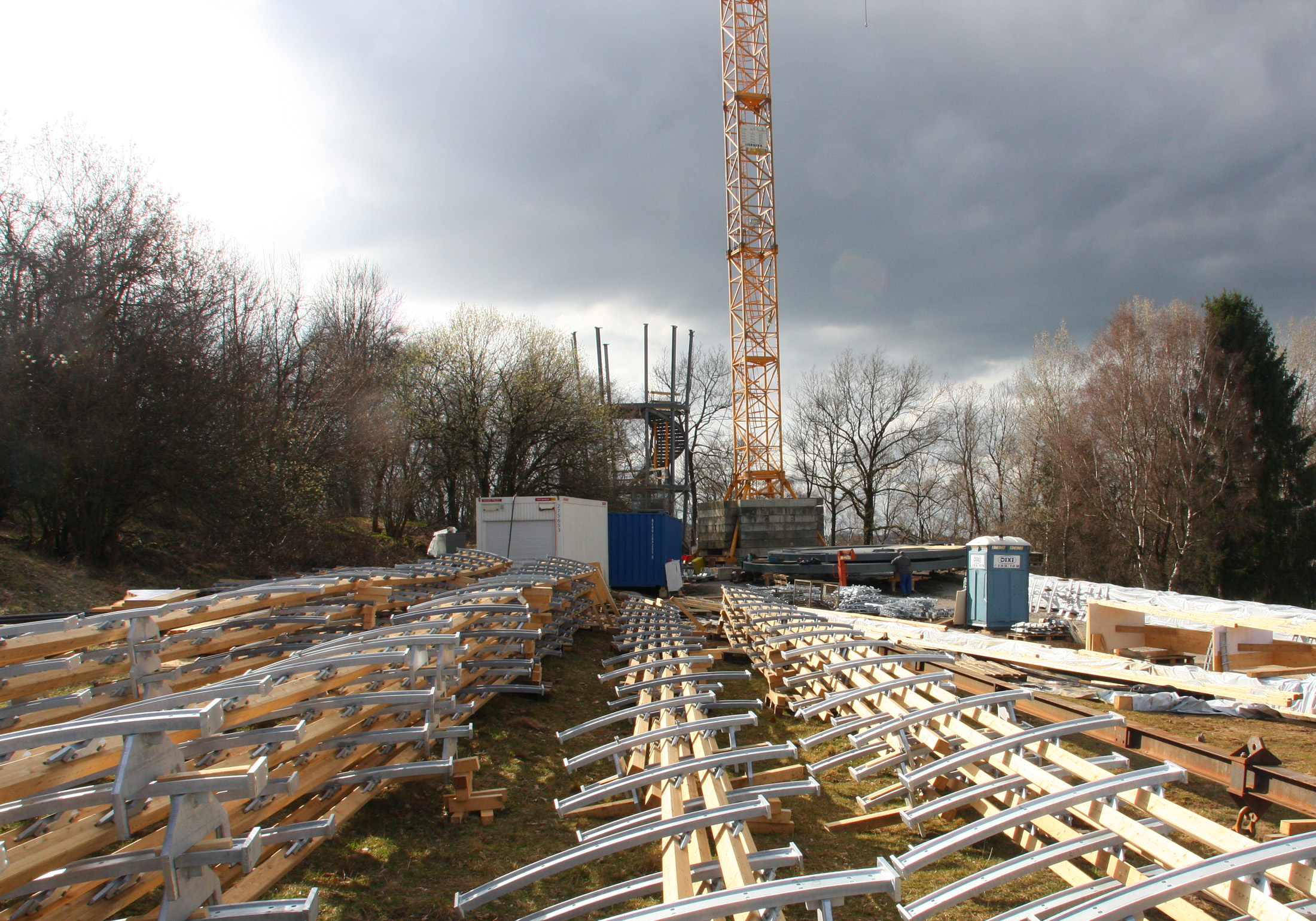
Baustelle am 3. April 2010

Der Bau des Turmes wurde von der Stiftung der Stadtsparkasse Hemer mit etwa 450.000 Euro unterstützt. Nach Nachtarbeiten in den letzten Wochen wurde der Turm am 16. April 2010 fertiggestellt und behördlich abgenommen. Einen Tag nach dem Beginn der Landesgartenschau wurde der Turm offiziell für die Veranstaltung freigegeben. Die offizielle feierliche Übergabe des Jübergturmes an die Hemeraner Bürger vollzog der Vertreter des Stiftungsrates der Sparkassenstiftung am 5. September 2010.

## Konstruktion
Für den Turm wurde das Prinzip hyperbolischer Gitterschalen des russischen Ingenieurs Wladimir Grigorjewitsch Schuchow aufgenommen und weiterentwickelt. Das Schuchowsche Prinzip wurde in Holz umgesetzt. Nach Angaben der Architekten handelt es sich um das erste echte Holzstab-Hyperboloid, bei dem lediglich das äußere Stabwerk trägt.
Der Aussichtsturm, der sich zum Fuß hin verjüngt, hat eine Höhe von 23,5 m und befindet sich auf 293,74 m Höhe. Die Außenkonstruktion des runden Turmes besteht aus zwei Ebenen mit zusammen 240 geraden Kanthölzern, die gegenläufig schräg nach oben verlaufen und miteinander verbunden sind. Die beiden Ebenen bestehen aus jeweils 120 Kanthölzern mit einem Querschnitt von 8 cm mal 8 cm.
Auf der inneren und äußeren Ebene der Außenkonstruktion befinden sind im Wechsel 20 mal sechs Hölzer von unterschiedlicher Länge. Holz eins endet kurz über der ersten Plattform, Holz zwei kurz über der zweiten Plattform und so fort. Die Hölzer fünf und sechs enden 1,62 m oberhalb der fünften Plattform.
Die Aussichtsplattformen befinden sich in Höhen von 4,38 m (298,12 m ü. NHN), 8,75 m (302,49 m), 13,13 m (306,87 m), 17,50 m (311,24 m) und 21,88 m (315,62 m).
Im Inneren des Turmes führen fünf Treppenläufe mit insgesamt 125 Stufen bis auf die oberste Plattform. Da sich die Zahl der nach oben verlaufenden Kanthölzer von Plattform zu Plattform verringert, wird der Turm immer offener.

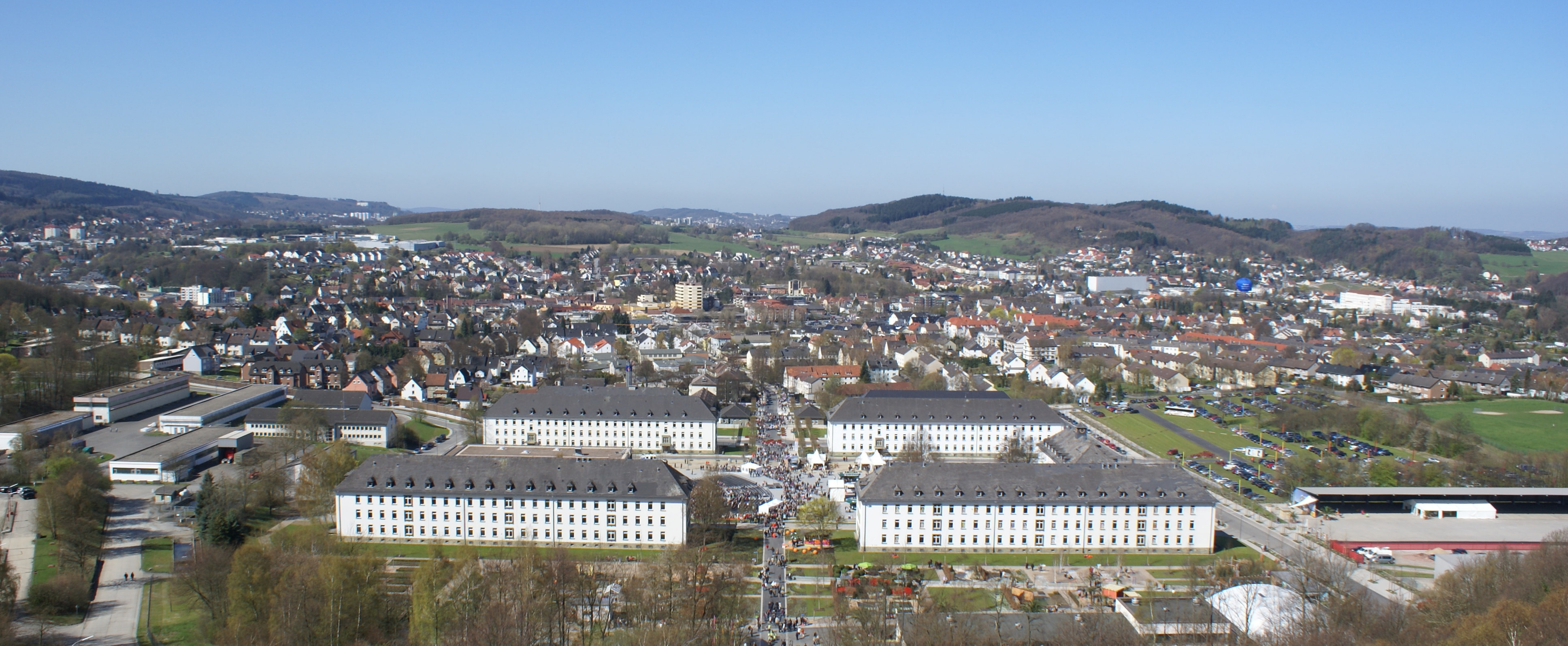
Aussicht vom Jübergturm über die Hemeraner Kernstadt

## Aussichtsmöglichkeit
Von der Aussichtsplattform des Jübergturms erhalten Besucher im Sauerland den Ausblick unter anderem in Richtung Westen hinab nach Hemer mit der ehemaligen Blücher-Kaserne und auf das östliche Hochplateau mit Teilen des einstigen Standortübungsplatzes sowie auf das Gelände des Sauerlandparks Hemer.